# Хальмахера (море)
Хальмахера (индон. Laut Halmahera) — межостровное море бассейна Тихого океана. Находится в Индонезии, между Молуккскими островами и Новой Гвинеей. На западе ограничено береговой линией острова Хальмахера, на севере — островом Вайгео, на востоке — полуостровом Чендравасих (Новая Гвинея), на юге — островом Мисоол, на юго-западе — островами Оби. Площадь — 75000 км², объём — 56000 км³, средняя глубина 747 м, наибольшая 2072 м. Температура поверхностных вод от 25,7 °C в августе до 28,6 °C в мае. Солёность 34-34,6 ‰. Главный порт Соронг (о. Новая Гвинея).

## Рельеф дна
Побережье острова Хальмахера (западная часть моря) характеризуется достаточно узкой полосой берегового шельфа. На северо-востоке и востоке шельф более развит и протяжен, изобилует мелководьями и банками. Далее материковый склон довольно круто уходит вниз, на глубинах примерно в 1000 м переходя в дно, изобилующее неровностями и возвышенностями. На юге моря находится ложбина с глубинами более 2000 м.
Проливы, соединяющие море Хальмахера с Тихим океаном глубоки (более 1000 м), на юге и юго-западе — более мелкие (100—500 м), что делает глубинный водообмен моря Хальмахера с Тихим океаном более интенсивным.

## Климат
Море Хальмахера полностью относится к западному участку экваториальной зоны Тихого океана. Климат характеризуется высокими температурами воздуха (до 28 °C на открытых участках моря и до 35 °C на побережье), высокой влажностью, облачностью, слабыми ветрами, ливнями и грозами.
Преобладает муссонный тип циркуляции атмосферы, наиболее выраженный летом и зимой. С декабря по март господствует зимний муссон с преобладанием ветров северо-западного, западного и северо-восточного направлений. В апреле-мае начинается переход к юго-западному муссону. В июне-сентябре над морем господствует юго-восточный муссон с преобладанием юго-западных, южных и юго-восточных ветров. Средняя скорость ветра в период декабрь-сентябрь составляет 3-5 м/с, иногда отмечаются шквалы, особенно они часты у восточного побережья острова Хальмахера. Штормы редки.
В октябре-ноябре, в связи с формированием Сибирского антициклона и разрушением Австралийского антициклона направление ветров становится неустойчивым, скорость их возрастает до 5-6 м/с, учащаются штормы, при которых скорость ветра достигает 24 м/с.
Круглый год наблюдаются частые дожди, ливни и грозы, годовое количество осадков — более 2500 мм.
Морские течения из-за ограниченного водообмена в основном ветровые, относительно слабые. Ветровое волнение моря по причине слабых ветров незначительно, волны высотой до 1-1,5 м, лишь при редких штормах наблюдаются волны до 2,5 м.
Прилив неправильный, полусуточный, величина его 0,7-1,5 м (максимум — 2 м). Приливная волна идет от севера (со стороны Тихого океана) на юго-запад.

## Биология
Море Хальмахера насыщено биоресурсами, кроме южной его части, бедной растительностью и планктоном. Рыболовецкие суда добывают сельдь, тунец, макрель, осьминогов. В прибрежных водах ловят трепангов, лобстеров, креветок, добывают жемчуг.
В открытом море встречаются акулы, морские черепахи, скаты, барракуды, дельфины.
В восточной части моря, с юга на север, от острова Мисоол до острова Вайгео, протянулся архипелаг Раджа-Ампат, состоящий из более чем 1500 островов, рифов и отмелей. Это — крупный морской заповедник, где сосредоточены самые красивые коралловые рифы моря Хальмахера. Здесь, в обилии лагун, заливов и морских пещер, встречаются 1309 видов рыб, 537 видов кораллов и 699 видов моллюсков, что делает эту область необыкновенно привлекательной и для опытных дайверов, и для простых туристов. На острове Вайгео находится жемчужная ферма.